# Jiro Ono
Jiro Ono, nascido em 27 de outubro de 1925, é um chef japonês e dono do Sukiyabashi Jiro, um restaurante japonês de sushi em Ginza, Chūō, Tóquio, Japão. Ono é considerado um dos maiores chefs de sushi do mundo e é creditado como desenvolvedor de novos métodos na preparação de sushi. Seu restaurante detinha três estrelas do guia Michelin até 2019, quando foi removido do guia por não permitir reservas do público, exigindo que reservas sejam feitas pelo concierge de um hotel de luxo.

## Juventude
Ono nasceu na cidade de Tenryū (atual Hamamatsu) na província de Shizuoka, Japão.  Ele começou a trabalhar em um restaurante local aos sete anos, antes de se mudar para Tóquio para estudar como aprendiz.  Ele se tornou um sushiman qualificado em 1951 e, em 1965, abriu seu próprio restaurante, Sukiyabashi Jiro (すきやばし次郎), em Ginza, Tóquio. 

## Vida pessoal
Ono tem dois filhos, Yoshikazu e Takashi Ono, ambos também chefs de sushi. Takashi, o filho mais novo, administra seu próprio restaurante premiado com uma estrela Michelin. Jiro Ono foi o tema do documentário de 2011 de David Gelb, Jiro Dreams of Sushi. Os Onos temem que a pesca excessiva faça com que os ingredientes-chave usados no sushi tradicional desapareçam.  

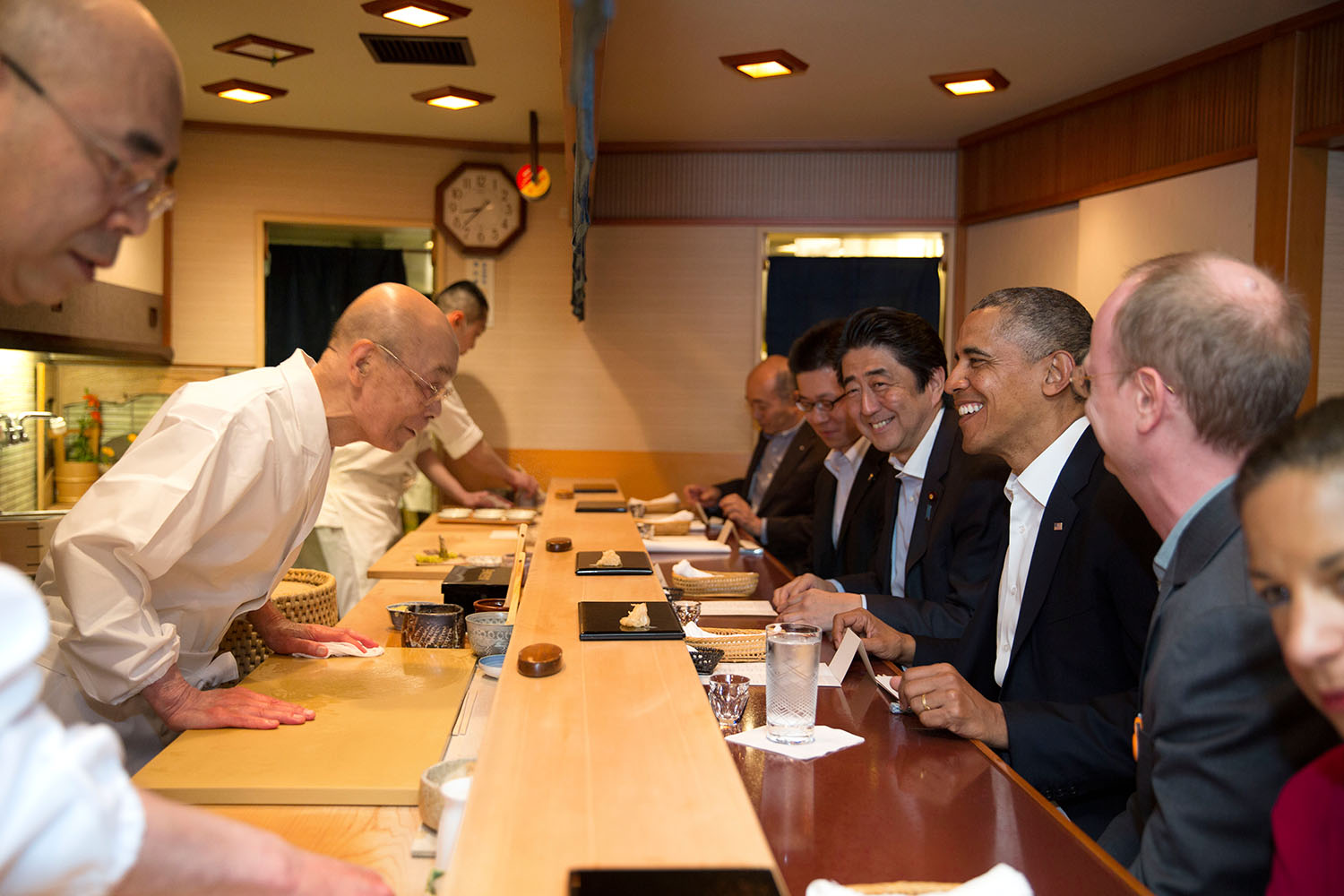
Jiro Ono servindo ao primeiro-ministro japonês Shinzo Abe e ao presidente dos Estados Unidos, Barack Obama, em Sukiyabashi Jiro em abril de 2014

Ono serviu ao ex-primeiro-ministro japonês Shinzo Abe e ao ex-presidente dos Estados Unidos Barack Obama em Sukiyabashi Jiro.  Obama declarou: "Eu nasci no Havaí e comi muito sushi, mas este foi o melhor sushi que já comi na minha vida." 